# Shotgun (Breaking Bad)
«Shotgun» es el quinto episodio de la cuarta temporada de la serie de televisión dramática estadounidense Breaking Bad, y el 38.º episodio general de la serie. Fue transmitido por el canal AMC en los Estados Unidos el 14 de agosto de 2011.

## Argumento
Walter (Bryan Cranston) va a Los Pollos Hermanos para enfrentarse a Gus (Giancarlo Esposito) sobre la desaparición de Jesse (Aaron Paul). Preocupado por lo que sucederá, Walter deja un mensaje de voz para Skyler (Anna Gunn) y sus hijos, diciendo solamente que los ama. Walter se entera de que Gus no está, y Mike (Jonathan Banks) finalmente llama, explicando que Jesse está con él y que no va a sufrir daños, y le dice a Walter que regrese al trabajo.
Durante el transcurso del día, Mike lleva a Jesse a siete lugares de entrega aislados en todo Nuevo México, donde los negociadores de Gus dejan el dinero de las ventas de la metanfetamina para su envío. Jesse supone que lo llevaron allí para cuidar las espaldas de Mike, pero Mike lo niega y dice que no sabe por qué le pidieron que se llevara a Jesse. Mientras espera solo en el automóvil en el último lugar de envío, Jesse ve que se acercan dos ladrones, uno de ellos armado con una escopeta. Arranca el automóvil marcha atrás, choca contra el otro vehículo y se va. Cuando Jesse regresa, Mike entiende que está impresionado. Más tarde se revela que Gus ha preparado toda la escena para que Jesse se considere a sí mismo como un «héroe».
Mientras tanto, Walter y Skyler compran el lavado de automóviles. Después de que Skyler escucha el mensaje de voz que le dejó antes Walter, los dos apasionadamente tienen una relación sexual y ella se ofrece a dejar que Walter vuelva a casa a vivir, pero Walter se va al laboratorio sin dejar una respuesta. Jesse regresa al laboratorio y entonces le explica a Walt que va a trabajar en el laboratorio y también ayudará a Mike con las camionetas a partir de ese momento. Walter Jr. (RJ Mitte) le revela emocionadamente a su padre que Skyler ya fijó la fecha para que regrese Walt, lo que hace que se ponga  nervioso. Viendo a Walter Jr. beber de una taza de Beneke Fabricators — cuyo jefe, Ted Beneke, tuvo un asunto con Skyler — le molesta aún más.
Durante la cena con Hank (Dean Norris) y Marie (Betsy Brandt), Walter, inquietante, se emborracha cada vez más con el vino. Hank explica que dejó de seguir investigando a Gale, habiendo encontrado una sensación de cierre en la muerte del hombre que creía que era «Heisenberg», pero afirma ser el genio de Gale. Walter, orgulloso, luego insiste en que Gale no era un genio e indica que estaba copiando el trabajo de otra persona. Esto convence a Hank de volver a revisar los archivos del caso, y se da cuenta de que Gale, estrictamente vegano, tenía notas escritas en una servilleta de Los Pollos Hermanos.

## Recepción
El episodio ha recibido críticas positivas. Matt Richenthal de TV Fanatic le dio al episodio una calificación de 4.5 de 5. Donna Bowman en una reseña para The AV Club le dio al episodio una calificación de "B+". Seth Amitin en una reseña para IGN le dio al episodio una calificación de 7.5 de 10, siendo la puntuación más baja para cualquier episodio de la serie y el único episodio que tiene una calificación de menos de 8.
En 2019, el sitio web The Ringer clasificó a «Shotgun» en el puesto número 60 del ranking de los 62 episodios de Breaking Bad. 